# 洛桑大学医院
洛桑大学医院（法語：Centre hospitalier universitaire vaudois）是一所位于瑞士洛桑的综合医院，也是瑞士五所大学附属医院之一。

## 历史
13世纪建立，由几家公立医院合并而成州立医院，1890年划归洛桑大学管理，成为其附属医院。截至2015年拥有10,400名员工，每年治疗约45,000人。

## 画廊

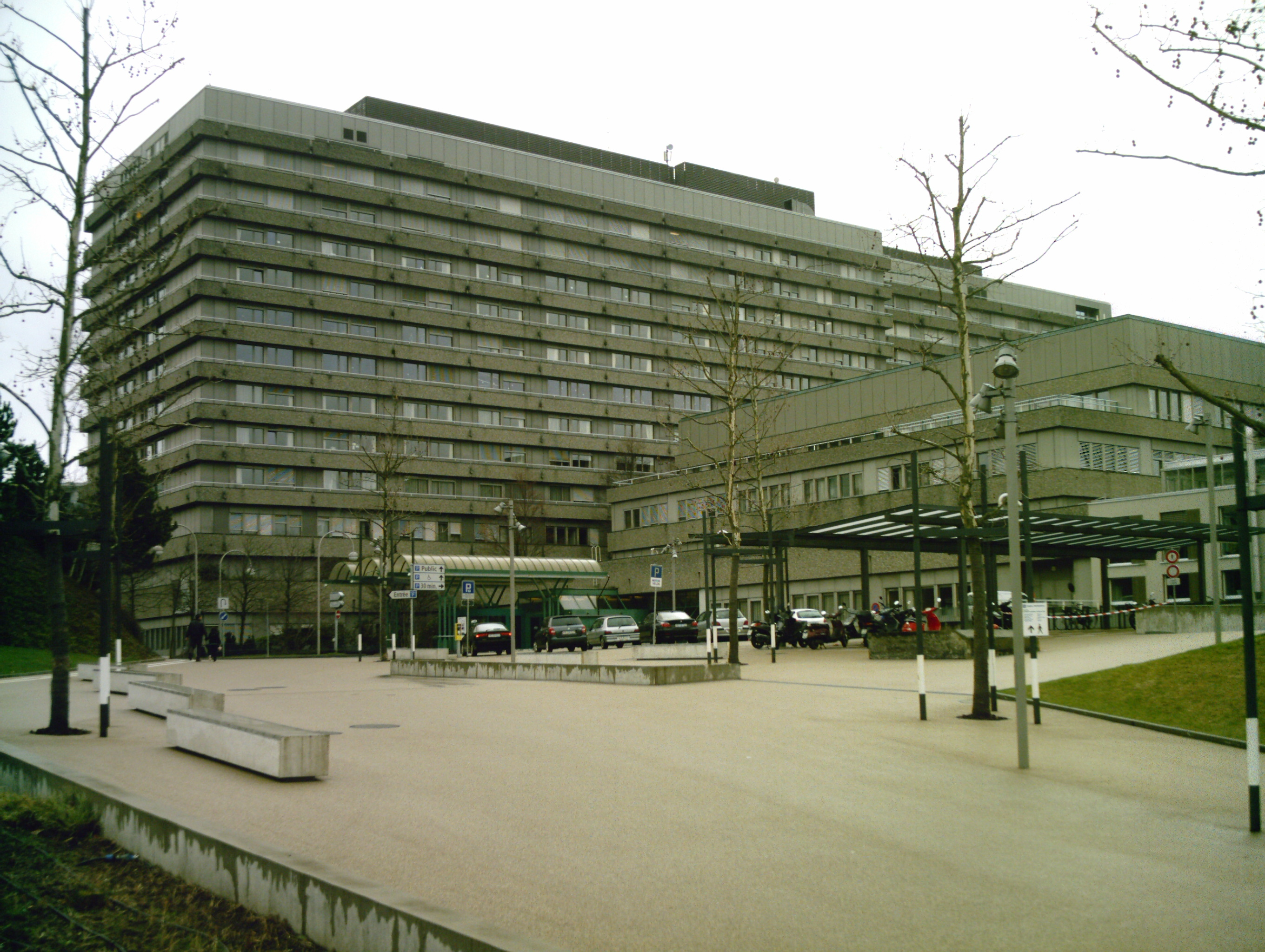
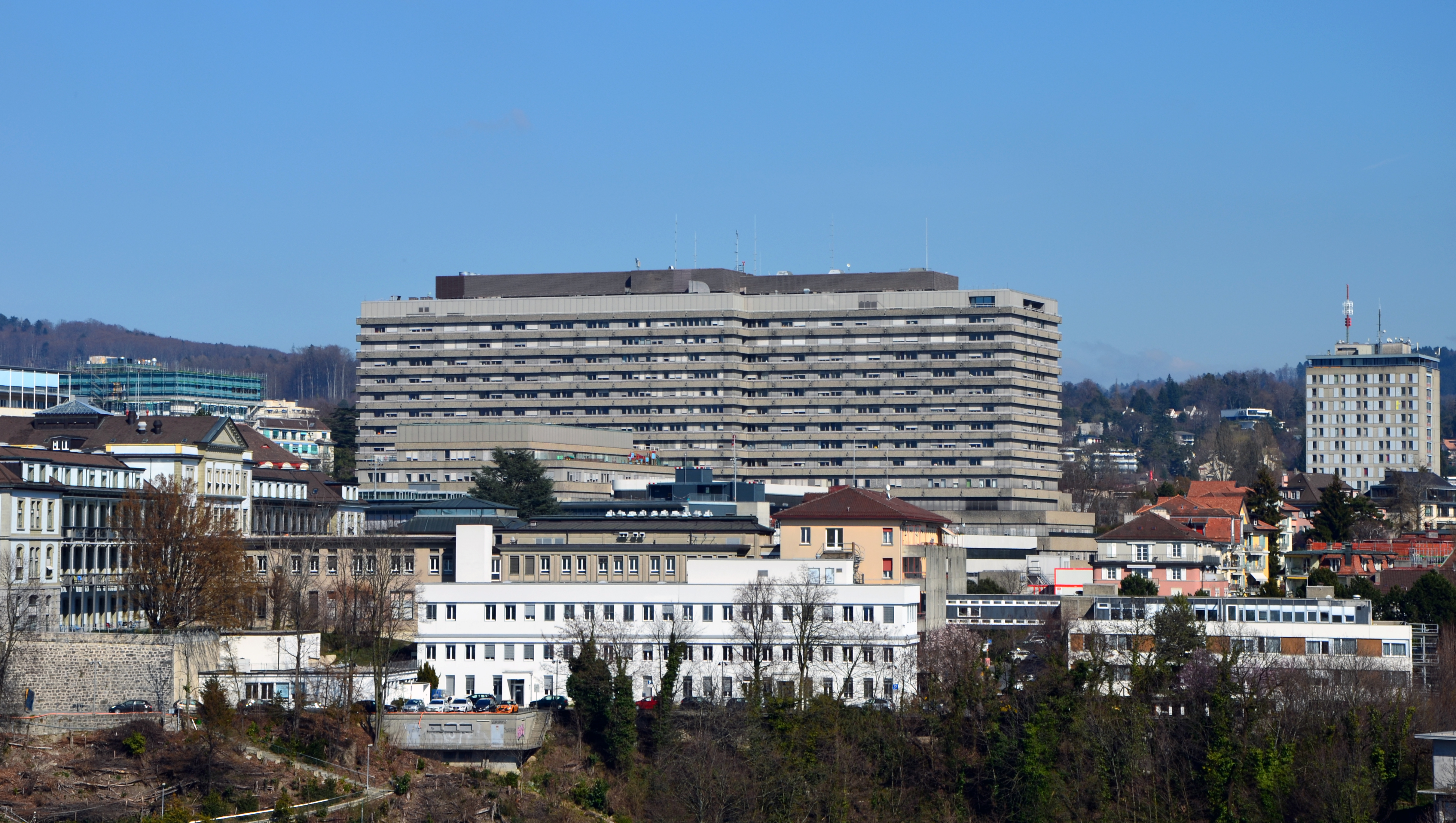
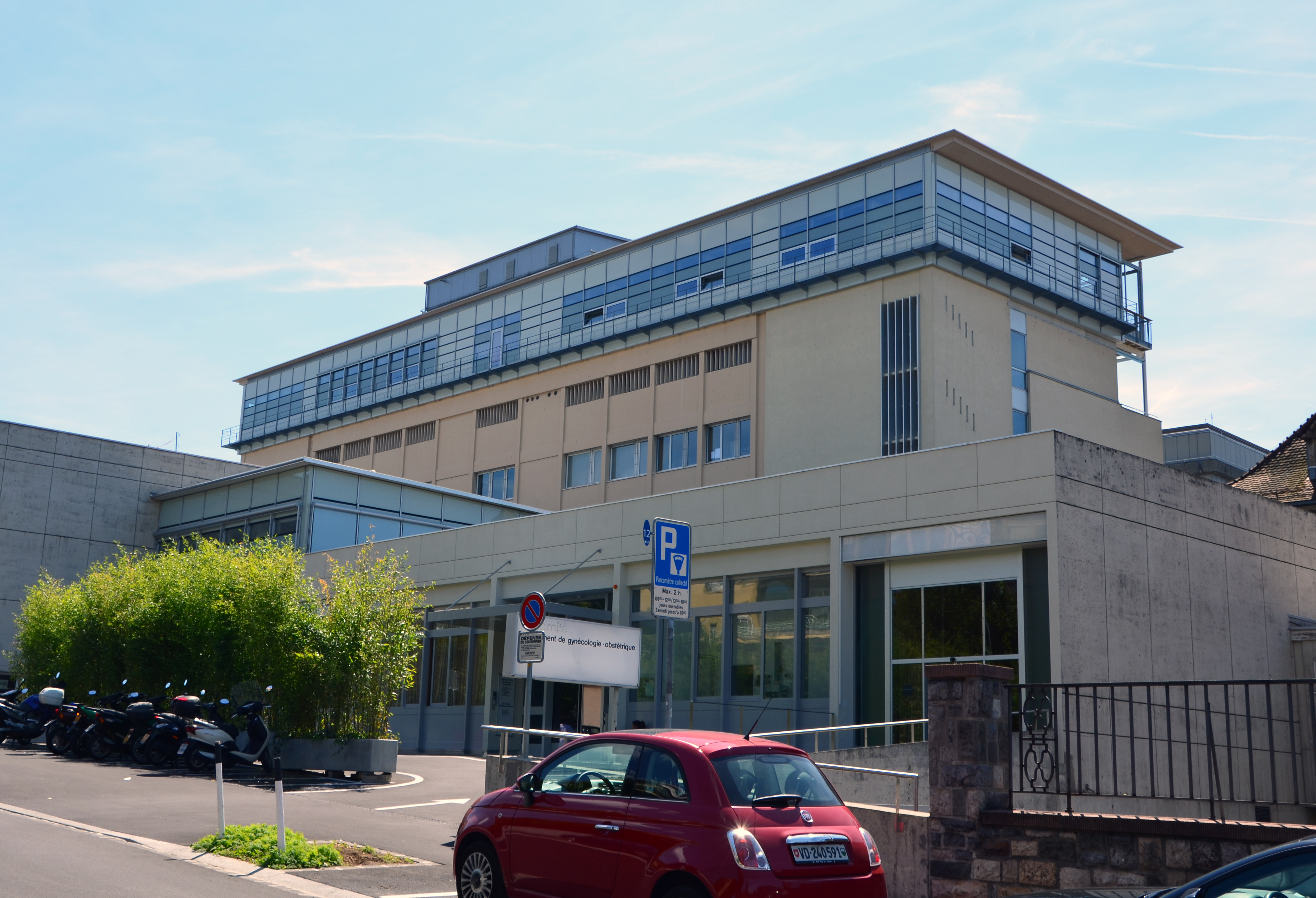
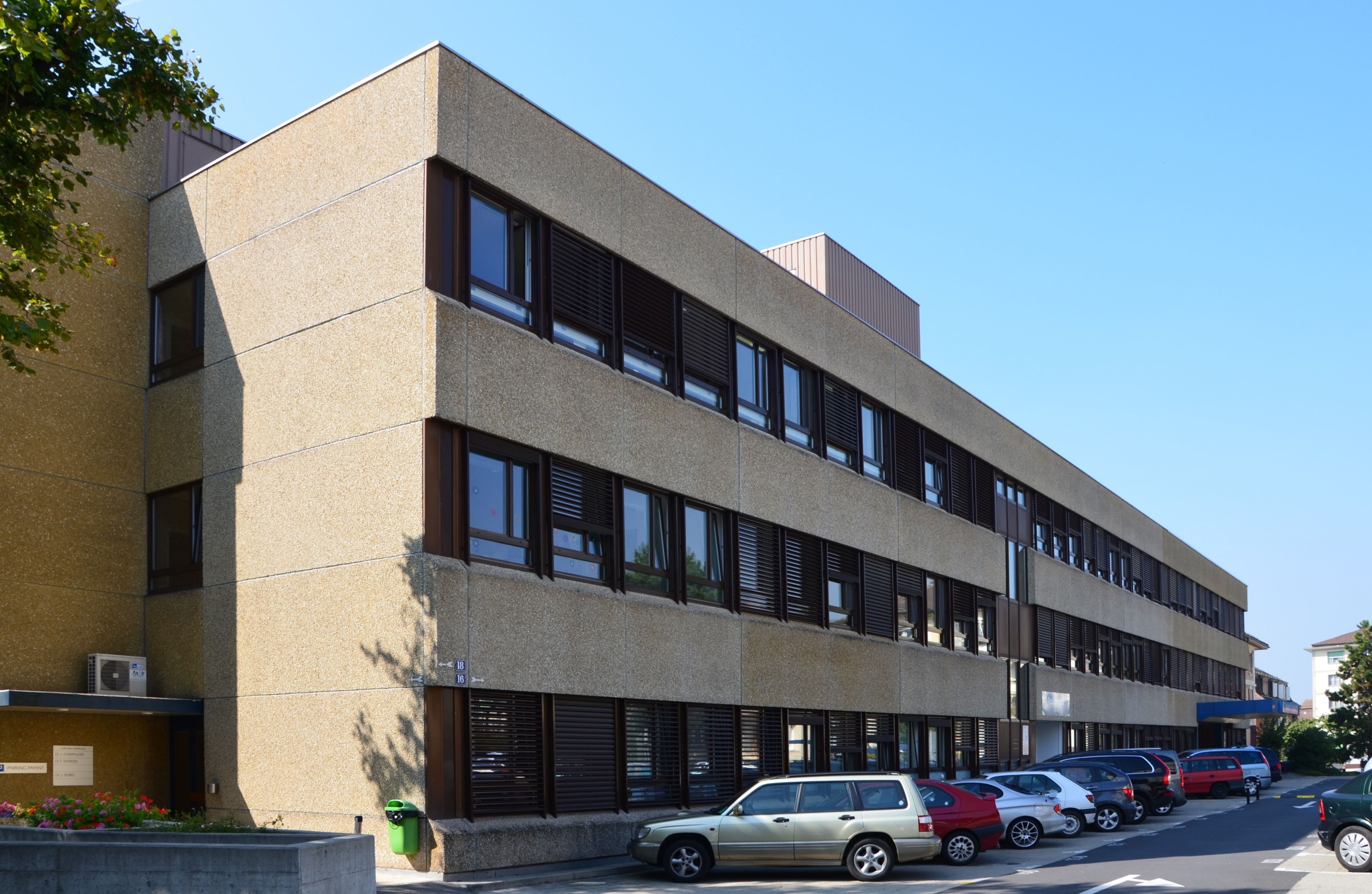
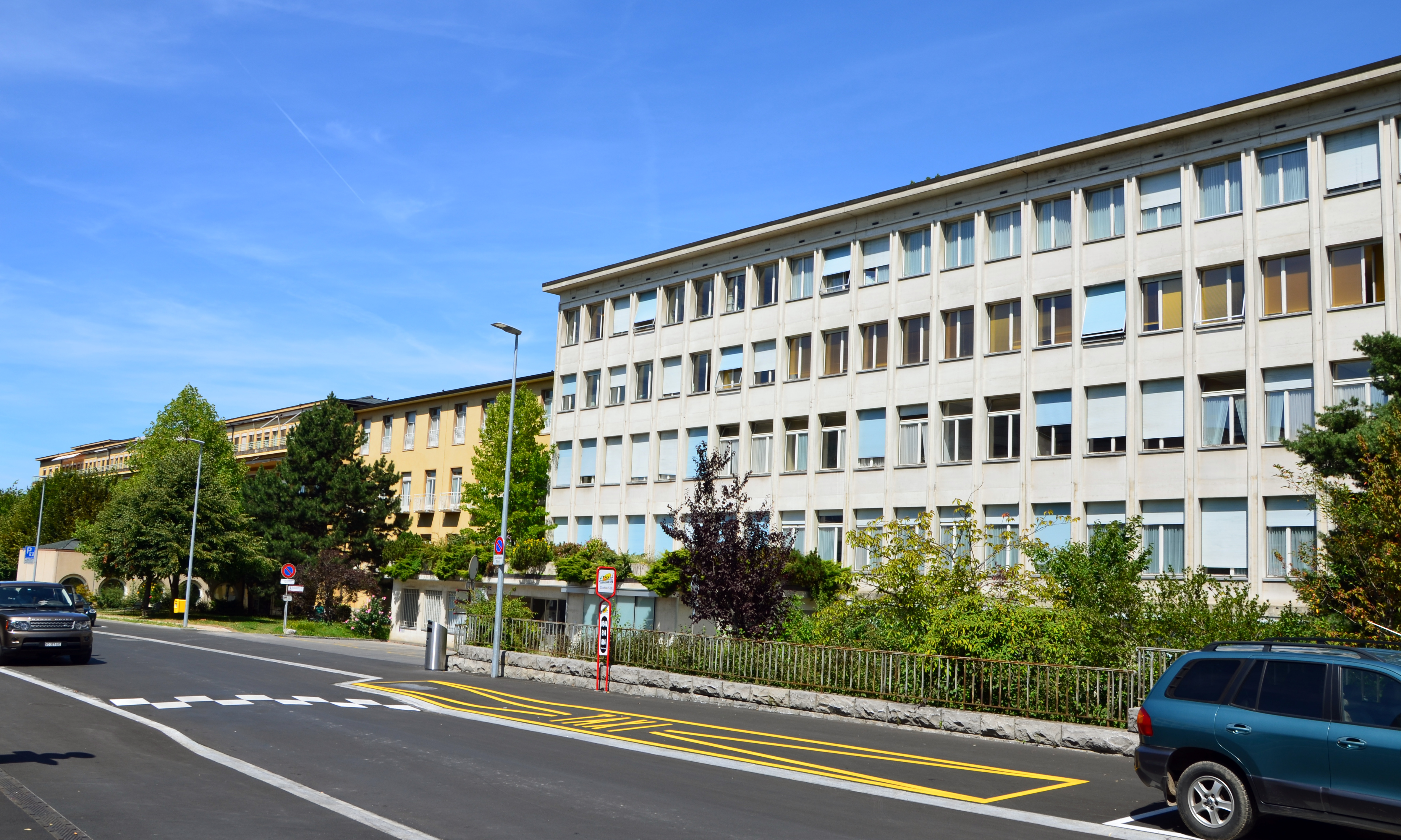
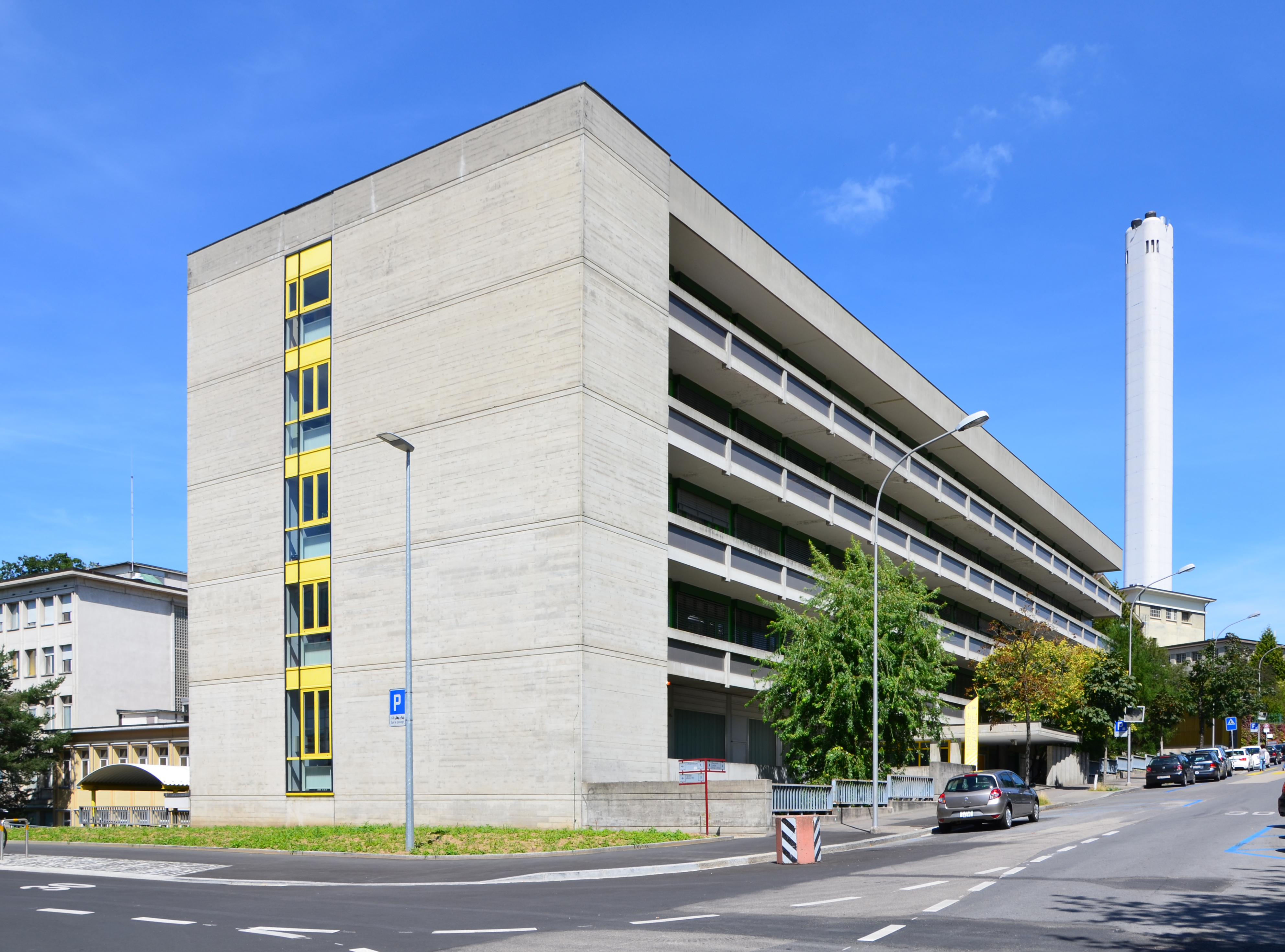
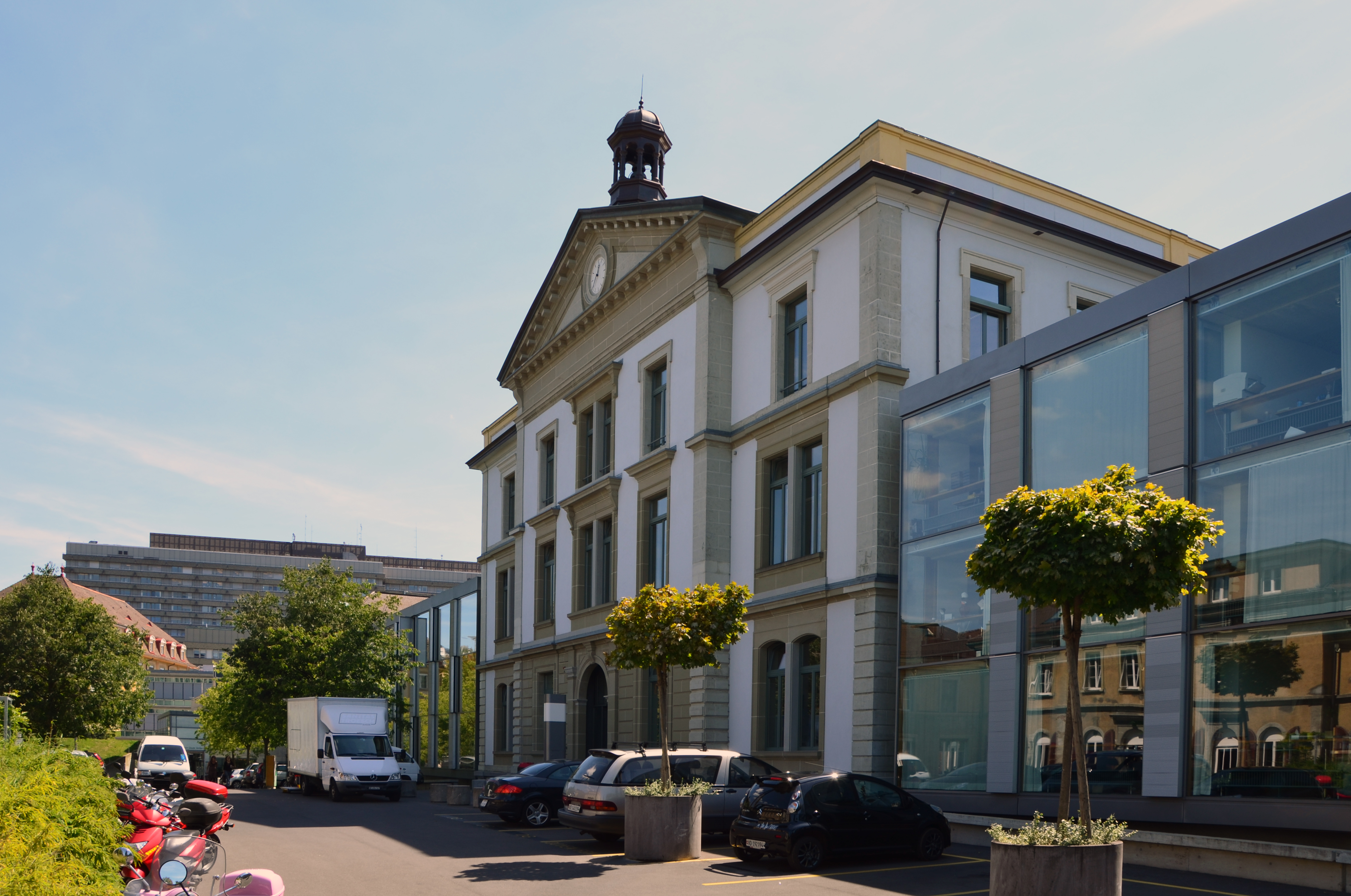
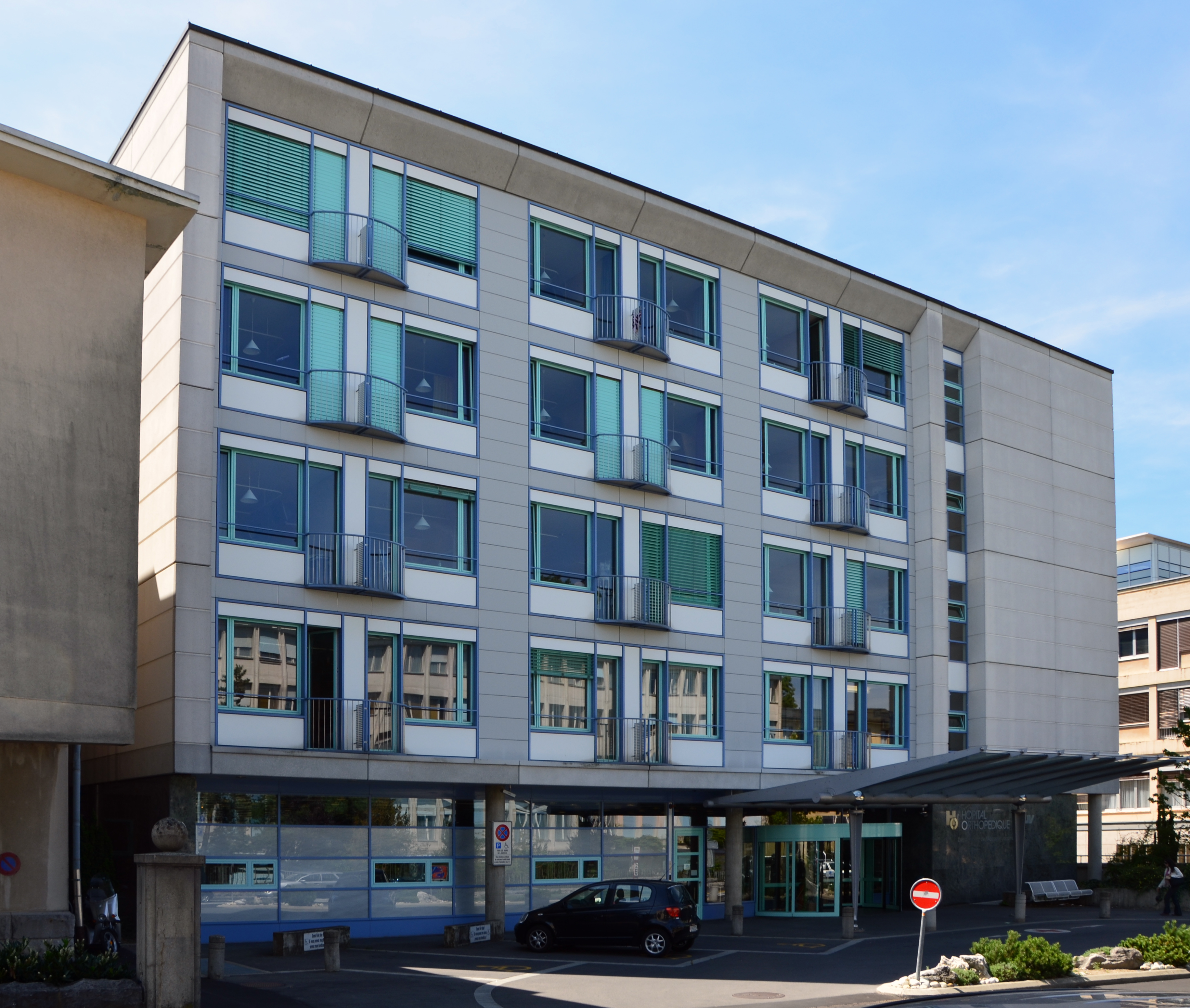
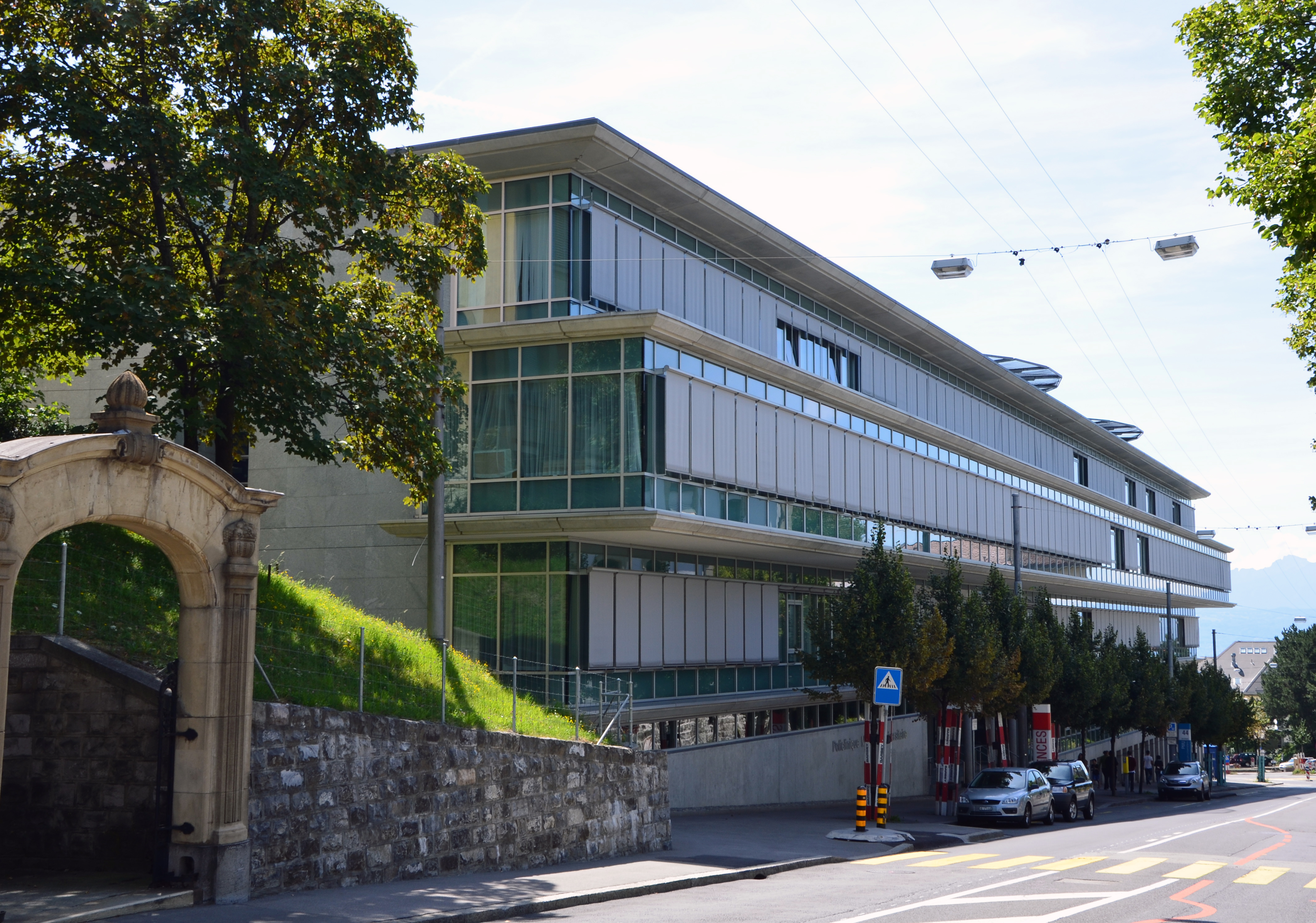
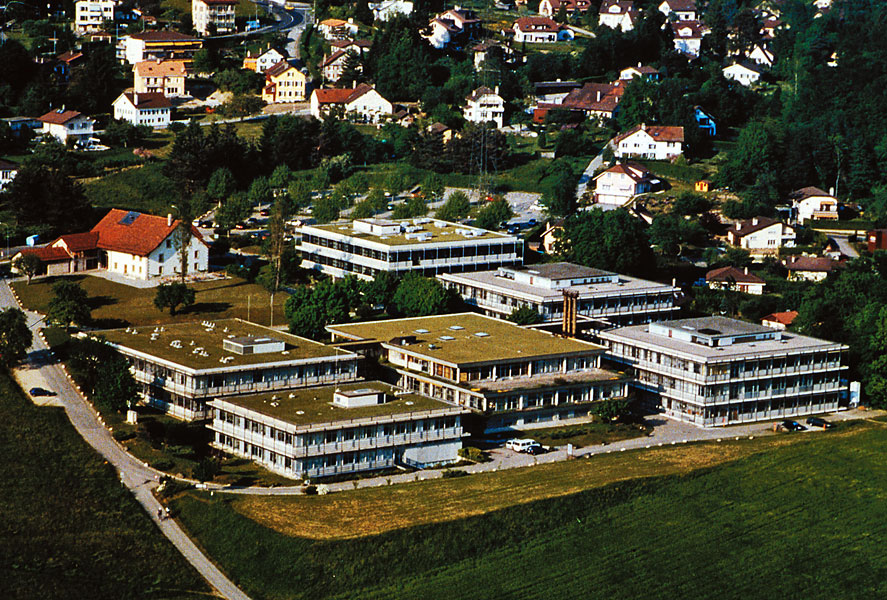